# Линдсей, Райан
Ра́йан Дэ́вид Ли́ндсей (англ. Ryan David Lindsay; род. 4 декабря 2001, Оттава, Канада) — канадский футболист, защитник.

## Карьера
Начинал в академии «Торонто». В феврале 2020 года стал игроком загребского «Динамо», где был заявлен за команду до 19 лет.
В августе 2020 года стал игроком словацкого клуба «Погронье». Сыграл в Кубке Словакии против команды «Дунайска Лужна».
Осенью 2020 года перешёл в «Йорк Юнайтед».
В феврале 2022 года стал игроком эстонского «Нарва-Транс». В Премиум-лиге дебютировал в стартовом составе в матче с «Легионом». 25 мая 2022 года в матче с «Флорой» Райан бесконтактно упал на газон, игрока доставили в больницу. Через две недели после инцидента Линдсей расторг контракт с клубом.